# 现任中国共产党湖南省地级行政区委员会书记列表

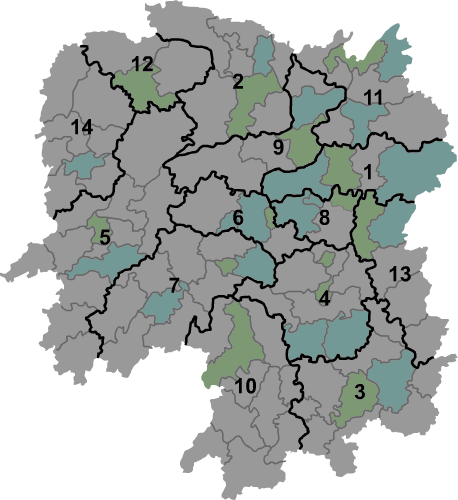
以湖南省地級行政區來劃分，
具體請見：「湖南省」條目，
「行政區劃」章節

本列表列出中国共产党湖南省14個地級行政區委员会的現任书记。該省的13个地級市的市委书记与1个自治州的州委书记均由唯一執政黨中國共產黨的黨員出任，是該市（州）政治建制內的实际最高负责人，被称为“一把手”。
现任地级行政区党委书记中，有1位是女性，即中国共产党长沙市委员会书记吴桂英；有1位是少数民族，即中国共产党永州市委员会书记朱洪武，为黎族，任职时间最长的是中国共产党长沙市委员会书记吴桂英，自2021年2月10日起担任市委书记，迄今4年4个月；任职时间最短的是中国共产党益阳市委员会书记陈竞，自2023年2月14日起担任市委书记，迄今2年4个月。

## 地级市市委书记
| 中共地级市市委 （历任书记）               | 市委书记        | 上任日期 （任职时间）       | 出生年月            | 是否在 省委兼职 | 信息源      |
| ----------------------------------------- | --------------- | --------------------------- | ------------------- | --------------- | ----------- |
| 中国共产党长沙市委员会 （市委书记列表）   | 吴桂英 （女）   | 2021年2月10日 （4年4个月）  | 1966年2月 （59歲）  | 是              | [ 1 ]       |
| 中国共产党株洲市委员会 （市委书记列表）   | 曹慧泉          | 2021年4月18日 （4年1个月）  | 1966年3月 （59歲）  |                 | [ 2 ]       |
| 中国共产党湘潭市委员会 （市委书记列表）   | 胡贺波          | 2024年8月17日 （9个月）     | 1972年5月 （53歲）  |                 | [ 3 ]       |
| 中国共产党衡阳市委员会 （市委书记列表）   | 刘越高          | 2022年9月11日 （2年9个月）  | 1965年7月 （59歲）  |                 | [ 4 ]       |
| 中国共产党邵阳市委员会 （市委书记列表）   | 严华            | 2021年8月1日 （3年10个月）  | 1968年8月 （56歲）  |                 | [ 5 ]       |
| 中国共产党岳阳市委员会 （市委书记列表）   | 曹普华          | 2022年1月4日 （3年5个月）   | 1966年9月 （58歲）  |                 | [ 6 ] [ 7 ] |
| 中国共产党常德市委员会 （市委书记列表）   | 曹志强          | 2021年11月22日 （3年6个月） | 1975年7月 （49歲）  |                 | [ 8 ]       |
| 中国共产党张家界市委员会 （市委书记列表） | 刘革安          | 2021年3月20日 （4年2个月）  | 1966年10月 （58歲） |                 | [ 9 ]       |
| 中国共产党益阳市委员会 （市委书记列表）   | 陈竞            | 2023年2月14日 （2年4个月）  | 1971年2月 （54歲）  |                 | [ 10 ]      |
| 中国共产党郴州市委员会 （市委书记列表）   | 吴巨培          | 2022年3月3日 （3年3个月）   | 1975年11月 （49歲） |                 | [ 11 ]      |
| 中国共产党永州市委员会 （市委书记列表）   | 朱洪武 （黎族） | 2021年8月7日 （3年10个月）  | 1971年9月 （53歲）  |                 | [ 12 ]      |
| 中国共产党怀化市委员会 （市委书记列表）   | 许忠建          | 2022年4月29日 （3年1个月）  | 1969年1月 （56歲）  |                 | [ 13 ]      |
| 中国共产党娄底市委员会 （市委书记列表）   | 邹文辉          | 2021年10月31日 （3年7个月） | 1965年2月 （60歲）  |                 | [ 14 ]      |

## 自治州州委书记
| 中共自治州州委 （历任书记）             | 州委书记 | 上任日期 （任职时间）    | 出生年月           | 是否在 省委兼职 | 信息源 |
| --------------------------------------- | -------- | ------------------------ | ------------------ | --------------- | ------ |
| 中国共产党湘西州委员会 （州委书记列表） | 刘涛     | 2024年10月19日 （7个月） | 1971年6月 （54歲） |                 | [ 15 ] |